# Kirchhoff
Kirchhoff je priimek več osebnosti.
- Adolf Kirchhoff (1826—1908), nemški klasični učenjak in epigrafik.
- Gustav Robert Kirchhoff (1824—1887), nemški fizik.
- Gottlieb Kirchhoff (1764—1833), ruski kemik.
- Paul Kirchhoff (1900—1972), nemški filozof, antropolog in etnolog predkolumbovskih mezoameriških kultur.
- Mary L. Kirchoff (*1959), ameriška pisateljica.
- Walter Kirchhoff (1879—1951), nemški operni pevec.